# Ikarus 120e
Az Ikarus 120e egy háromajtós, alacsonypadlós, elektromos városi autóbusz, melyet az Ikarus gyárt Székesfehérváron.  Korábban Ikarus CityPioneer néven is futott. A jelenleg gyártott példányokra v3 néven is szokás hivatkozni.

## Története
A jármű motorja és hajtásrendszere Kínából átvett, de a jármű tervezése és kivitelezése magyar. A prototípus 2018-ban készült el. Az autóbuszt azóta Pécsett, Budapesten, Pakson, Székesfehérvárott és Zalaegerszegen is tesztelték.
Az autóbuszt a Greentech 2021 kiállításon mutatták be a ZalaZone tesztpályán. A gyártók célja, hogy a busszal részt vegyenek a Zöld Busz Programban.
| Üzemeltető | Város          | Rendszám |
| ---------- | -------------- | -------- |
| Volánbusz  | Székesfehérvár | SPY-244  |
| Volánbusz  | Zalaegerszeg   | SVZ-947  |
| BKV        | Budapest       | SVZ-947  |
| Weekendbus | Csömör         | SVZ-947  |
| PKK        | Paks           | SYS-385  |
| Tüke Busz  | Pécs           | SVZ-947  |
| ÜSTRA HVB  | Hannover       | SRA-450  |

Az alábbi táblázat személteti a városokat, ahol az autóbuszokkal utazni lehet közforgalomban:
| Város          | (db) | Évszám |
| -------------- | ---- | ------ |
| Székesfehérvár | 12   | 2022   |
| Kaposvár       | 2    | 2022   |
| Budapest       | 1    | 2021   |

## Sorozatgyártott példányok mai helyzete
2022-ben Kaposvár városa 2 darabot vásárolt a V3 kódjelű típusból, ezt követően Székesfehérvárott állt forgalomba 12 darab.
Az Ikarus 120e a Budapest-Csömör vonalon, Székesfehérváron és Kaposváron közlekedik.
2024-től pedig Szczecinek városában áll majd forgalomba 5 darab 120e, Lengyelországban.